# Mesure localement finie
Une mesure (positive) définie sur la tribu borélienne d'un espace topologique {\displaystyle X} est dite localement finie si tout point de {\displaystyle X} a un voisinage de mesure finie.
Sur la tribu borélienne d'un espace localement compact séparé, une mesure est localement finie si et seulement si c'est une mesure de Borel.